# Батлер (Пенсильвания)
Батлер (англ. Butler) — город в штате Пенсильвания (США). Административный центр округа Батлер. В 2010 году в городе проживали 13 757 человек.

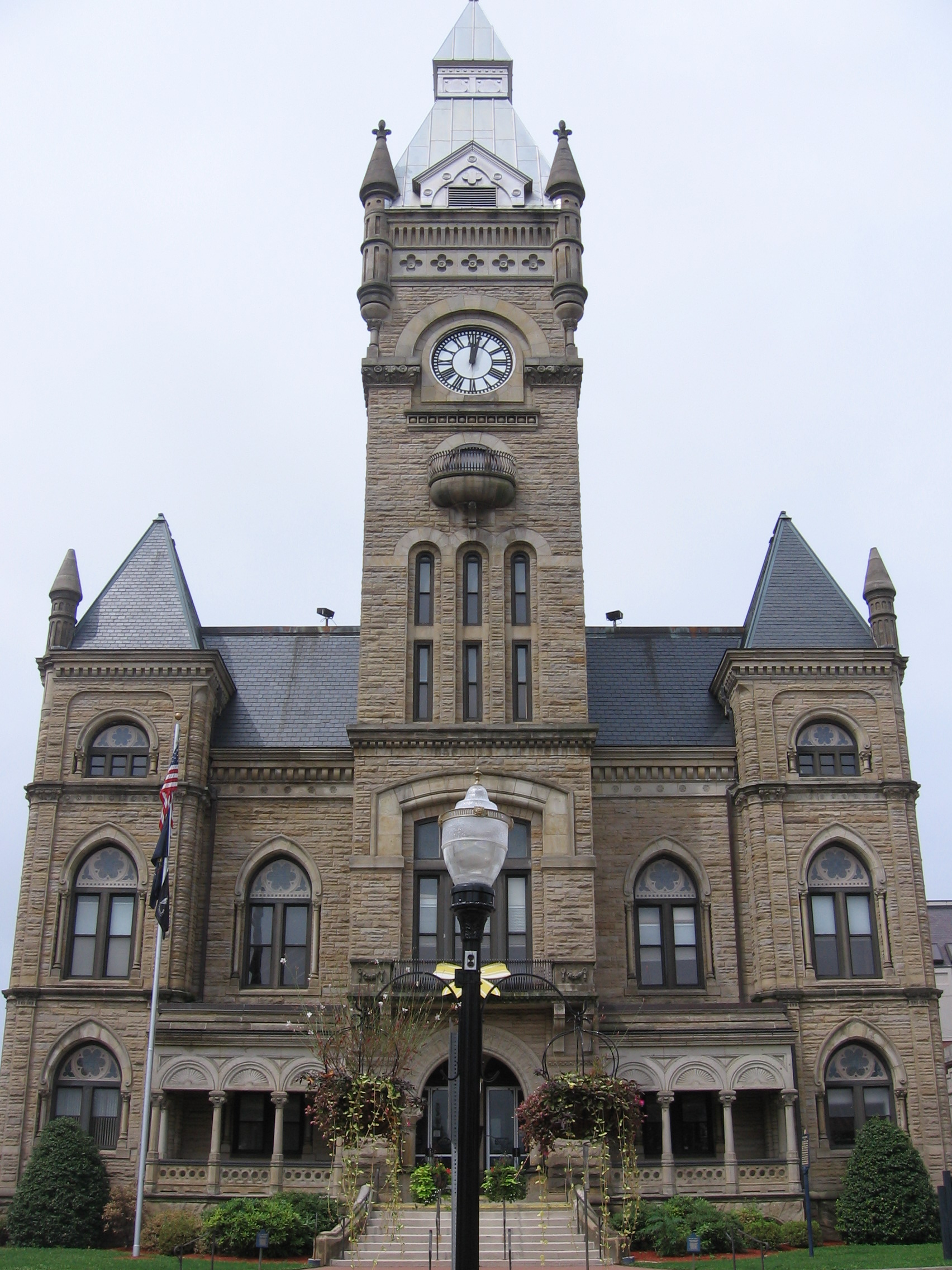
Здание окружного суда

## Географическое положение
По данным Бюро переписи населения США Батлер имеет площадь 7,04 квадратных километра. Батлер находится в 56 км к северу от Питтсбурга и входит в регион Большого Питтсбурга.

## История
Населённый пункт был основан в 1802 году. Инкорпорирован как боро в 1816 году и как город в 1918 году. Назван в честь генерал-майора Ричарда Батлера.
13 июля 2024 года на митинге, организованном в рамках президентской кампании, произошло покушение на Дональда Трампа.

## Население
| Год переписи | Нас.  |  | %±     |
| ------------ | ----- |  | ------ |
| 1820         | 225   |  | —      |
| 1830         | 580   |  | 157,8% |
| 1840         | 861   |  | 48,4%  |
| 1850         | 1148  |  | 33,3%  |
| 1860         | 1399  |  | 21,9%  |
| 1870         | 1935  |  | 38,3%  |
| 1880         | 3163  |  | 63,5%  |
| 1890         | 8734  |  | 176,1% |
| 1900         | 10853 |  | 24,3%  |
| 1910         | 20728 |  | 91%    |
| 1920         | 23778 |  | 14,7%  |
| 1930         | 23568 |  | −0,9%  |
| 1940         | 24477 |  | 3,9%   |
| 1950         | 23482 |  | −4,1%  |
| 1960         | 20975 |  | −10,7% |
| 1970         | 18691 |  | −10,9% |
| 1980         | 17026 |  | −8,9%  |
| 1990         | 15714 |  | −7,7%  |
| 2000         | 15121 |  | −3,8%  |
| 2010         | 13757 |  | −9%    |
| 2016         | 13155 |  | −4,4%  |

По данным переписи 2010 года население Батлера составляло 13 757 человек (из них 48,8 % мужчин и 51,2 % женщин), в городе было 6060 домашних хозяйств и 3106 семей. На территории города было расположено 6913 постройки со средней плотностью 982 построек на один квадратный километр суши. Расовый состав: белые — 93,6 %, афроамериканцы — 2,7 %, азиаты — 0,5 %. 2,4 % имеют латиноамериканское происхождение.
Население города по возрастному диапазону по данным переписи 2010 года распределилось следующим образом: 23,3 % — жители младше 18 лет, 3,5 % — между 18 и 21 годами, 60,2 % — от 21 до 65 лет и 13,0 % — в возрасте 65 лет и старше. Средний возраст населения — 36,8 лет. На каждые 100 женщин в Батлере приходилось 95,4 мужчин, при этом на 100 совершеннолетних женщин приходилось уже 91,6 мужчин сопоставимого возраста.
Из 6060 домашних хозяйств 51,3 % представляли собой семьи: 30,2 % совместно проживающих супружеских пар (12,3 % с детьми младше 18 лет); 16,2 % — женщины, проживающие без мужей и 4,8 % — мужчины, проживающие без жён. 48,7 % не имели семьи. В среднем домашнее хозяйство ведут 2,18 человека, а средний размер семьи — 2,98 человека. В одиночестве проживали 41,5 % населения, 13,7 % составляли одинокие пожилые люди (старше 65 лет).

## Экономика
В 2016 году из 10 513 человека старше 16 лет имели работу 5542. При этом мужчины имели медианный доход в 38 858 долларов США в год против 32 028 долларов среднегодового дохода у женщин. В 2016 году медианный доход на семью оценивался в 45 546 $, на домашнее хозяйство — в 30 266 $. Доход на душу населения — 20 206 $ в год. 26,5 % от всего числа семей в Батлере и 29,6 % от всей численности населения находилось на момент переписи за чертой бедности.